# بيرييك كروس
بيرييك كروس (23 يونيو 1991 بألبي في فرنسا - ) (بالفرنسية: Pierrick Cros)‏ هو لاعب كرة قدم فرنسي في مركز حراسة المرمى. شارك مع منتخب فرنسا تحت 16 سنة لكرة القدم ومنتخب فرنسا تحت 17 سنة لكرة القدم ومنتخب فرنسا تحت 18 سنة لكرة القدم ومنتخب فرنسا تحت 19 سنة لكرة القدم ومنتخب فرنسا تحت 20 سنة لكرة القدم. أما مع النوادي، فقد لعب مع موسكرون بيروفيلز ونادي النجم الأحمر سانت أوين ونادي سوشو.

## وصلات خارجية
- بيرييك كروس على موقع الاتحاد الدولي (مؤرشف)  (الإنجليزية)
- بيرييك كروس على موقع رابطة كرة القدم الفرنسية للمحترفين (الإنجليزية)
- بيرييك كروس على موقع قاعدة بيانات كرة القدم.إي يو (الإنجليزية)
- بيرييك كروس على موقع ليكيب (الفرنسية)
- بيرييك كروس على موقع Soccerway.com (الإنجليزية)